# اناهیم ریزورت، اناهیم، کالیفرنیا
اناهیم ریزورت، اناهیم، کالیفرنیا (به انگلیسی: Anaheim Resort, Anaheim, California) یک منطقهٔ مسکونی در ایالات متحده آمریکا است که در کالیفرنیا واقع شده‌است.